# Groote Gat
Groote Gat este o arie protejată (arie specială de conservare — SAC, sit de importanță comunitară — SCI) din Țările de Jos întinsă pe o suprafață de 70 ha, integral pe uscat.

## Localizare
Centrul sitului Groote Gat este situat la coordonatele 51°19′21″N 3°30′08″E / 51.3226°N 3.5022°E.

## Înființare
Situl Groote Gat a fost declarat sit de importanță comunitară în august 2002 pentru a proteja 1 specie de plante. Situl a fost protejat și ca arie specială de conservare în martie 2011.

## Biodiversitate
Situată în ecoregiunea atlantică, aria protejată conține 2 habitate naturale: Pășuni atlantice udate de apa mării (Glauco-Puccinellietalia maritimae), Liziere de ierburi înalte hidrofile de câmpie și de nivel montan până la alpin.
La baza desemnării sitului se află o specie protejată de  plante: Apium repens.